# CEV Challenge Cup 2018–2019 (damer)
CEV Challenge Cup 2018-2019 utspelade sig mellan 6 november 2018 och 27 mars 2019. Det var den 39:e upplagan av CEV Challenge Cup, arrangerad av Confédération Européenne de Volleyball. I turneringen deltog 44 lag. Unione Sportiva Pro Victoria Pallavolo Monza vann tävlingen för första gången.

## Regelverk
Tävlingen spelas i cupformat, med en kvalificeringsrunda "andra omgången" och därefter spel från sextondelsfinaler och vidare steg för steg till final. Alla möten spelades som dubbelmöten (hemma och borta). Poäng fördelades enligt vanliga volleybollregler (3 poäng för vinst 3-0 eller 3-1 i set, 2 poäng för vinst 3-2 i set, 1 poäng för förlust 2-3 i set och 0 poäng för förlust 1-3 eller 0-3 i set). Om bägge lagen fick lika många poäng avgjordes mötet med ett golden set)..

## Deltagande lag
| - SG Prinz Brunnenbau Volleys - PSV Salzburg - Azərreyl QVK - Brabo Antwerp - Hermes Volley Oostende - VDK Gent Dames - ŽOK Gacko - VK Beroe - AEL Limassol - HAOK Mladost - Holte IF | - LP Kangasala - Kuusamon Pallo-Karhut - LiigaPloki Pihtipudas - Volero Le Cannet - PTSV Aachen - Aris Thessaloníki - Olympiakos SFP - AO Thīras - Hapoel Kfar Saba - Unione Sportiva Pro Victoria Pallavolo Monza - KV Kastrioti Ferizaj | - CHEV - Clube Kairós - AVC Famalicão - VK Dukla Liberec - VK Královo Pole - UVT Agroland Timișoara - VK Proton - CV Haris - CV JAV Olímpico - Bratislavský VK - VK Slávia EU Bratislava | - OK Formis - OK HIT Nova Gorica - OK Kamnik - VC Kanti - NUC Volleyball - Aydın BBSK - Beşiktaş JK - VK Orbita-ZTMK-ZNU - Jászberényi RK - Újpesti TE - Vasas SC |

## Turneringen

### Andra omgången

#### Match 1
| 8 november 2018 Pavilhão Lameiras, Vila Nova de Famalicão Speltid 1h:07 - Åskådare 400 | AVC Famalicão           | 3 - 0 | CV Haris               | 25-21, 25-21, 25-15               |
| 7 november 2018 C. D. das Laranjeiras, Ponta Delgada Speltid 1h:15 - Åskådare 0        | Clube Kairós            | 0 - 3 | Hermes Volley Oostende | 22-25, 18-25, 15-25               |
| 7 november 2018 Centro Insular de Deportes, Las Palmas Speltid 1h:10 - Åskådare 320    | CV JAV Olímpico         | 0 - 3 | NUC Volleyball         | 24-26, 23-25, 19-25               |
| 7 november 2018 Melina Merkourī Hall, Rentis Speltid 0h:48 - Åskådare 220              | Olympiakos SFP          | 3 - 0 | CHEV                   | 25-4, 25-2, 25-12                 |
| 13 november 2018 Burhan Felek Spor Salonu, Istanbul Speltid 0h:54 - Åskådare 100       | KV Kastrioti Ferizaj    | 0 - 3 | Beşiktaş JK            | 7-25, 10-25, 18-25                |
| 7 november 2018 Kleisto Gymnastīrio DAPPOS, Santorini Speltid 1h:24 - Åskådare 500     | AO Thīras               | 3 - 0 | AEL Limassol           | 26-24, 25-20, 25-16               |
| 8 november 2018 Športová hala Mladosť, Bratislava Speltid 1h:12 - Åskådare 200         | Bratislavský VK         | 0 - 3 | OK HIT Nova Gorica     | 25-27, 20-25, 17-25               |
| 7 november 2018 Športová hala Mladosť, Bratislava Speltid 2h:00 - Åskådare 300         | VK Slávia EU Bratislava | 3 - 1 | Jászberényi RK         | 27-29, 25-18, 25-21, 25-27, 15-6  |
| 7 november 2018 VŠD Hoče, Hoče-Slivnica Speltid 1h:33 - Åskådare 350                   | OK Formis               | 3 - 2 | Vasas SC               | 25-16, 19-25, 25-17, 25-17        |
| 7 november 2018 ULSZ, Hallein Speltid 2h:04 - Åskådare 390                             | PSV Salzburg            | 3 - 1 | VK Dukla Liberec       | 17-25, 25-22, 23-25, 25-23, 15-10 |
| 6 november 2018 Holte-Hallen, Rudersdal Speltid 1h:45 - Åskådare 200                   | Holte IF                | 1 - 3 | LiigaPloki Pihtipudas  | 25-27, 25-21, 21-25, 18-25        |
| 7 november 2018 Sporthal Arena, Deurne Speltid 1h:53 - Åskådare 630                    | Brabo Antwerp           | 3 - 2 | Kuusamon Pallo-Karhut  | 25-21, 25-19, 17-25, 24-26, 15-11 |

#### Match 2
| 14 november 2018 Pabellón Pablos de Abril, San Cristóbal Speltid 1h:11 - Åskådare 372      | CV Haris               | 0 - 3 | AVC Famalicão           | 17-25, 20-25, 13-25                         |
| 14 november 2018 Mister V-Arena, Oostende Speltid 1h:12 - Åskådare 450                     | Hermes Volley Oostende | 3 - 0 | Clube Kairós            | 25-23, 25-18, 25-21                         |
| 14 november 2018 Halle de Sports de la Riveraine, Neuchâtel Speltid 1h:04 - Åskådare 1 050 | NUC Volleyball         | 3 - 0 | CV JAV Olímpico         | 26-24, 25-19, 25-23                         |
| 15 november 2018 Hall Omnisports, Diekirch Speltid 0h:57 - Åskådare 400                    | CHEV                   | 0 - 3 | Olympiakos SFP          | 12-25, 14-25, 17-25                         |
| 15 november 2018 Burhan Felek Spor Salonu, Istanbul Speltid 0h:51 - Åskådare 150           | Beşiktaş JK            | 3 - 0 | KV Kastrioti Ferizaj    | 25-11, 25-9, 25-14                          |
| 14 november 2018 LTV AEL, Limassol Speltid 1h:06 - Åskådare 200                            | AEL Limassol           | 0 - 3 | AO Thīras               | 12-25, 20-25, 15-25                         |
| 14 november 2018 Športna dvorana, Nova Gorica Speltid 1h:05 - Åskådare 350                 | OK HIT Nova Gorica     | 3 - 0 | Bratislavský VK         | 25-19, 25-13, 25-12                         |
| 14 november 2018 Sportcsarnok, Jászberény Speltid 1h:49 - Åskådare 650                     | Jászberényi RK         | 2 - 3 | VK Slávia EU Bratislava | 25-21, 14-25, 25-22, 20-25, 8-15            |
| 14 november 2018 Angyalföldi Sportközpont, Budapest Speltid 1h:42 - Åskådare 200           | Vasas SC               | 3 - 1 | OK Formis               | 25-18, 18-25, 25-13, 25-17 Golden set: 15-7 |
| 13 november 2018 Sportovní hala Dukla Liberec, Liberec Speltid 1h:30 - Åskådare 340        | VK Dukla Liberec       | 3 - 0 | PSV Salzburg            | 25-23, 25-16, 25-21                         |
| 15 november 2018 Pihtipudas-Sali, Pihtipudas Speltid 1h:08 - Åskådare 408                  | LiigaPloki Pihtipudas  | 3 - 0 | Holte IF                | 25-13, 25-16, 25-22                         |
| 14 november 2018 Kuusamon liikuntahalli, Kuusamo Speltid 1h:31 - Åskådare 386              | Kuusamon Pallo-Karhut  | 3 - 1 | Brabo Antwerp           | 25-12, 10-25, 25-21, 25-21                  |

#### Kvalificerade lag
| - Hermes Volley Oostende - LiigaPloki Pihtipudas - Kuusamon Pallo-Karhut - Olympiakos SFP - AO Thīras - AVC Famalicão | - VK Dukla Liberec - VK Slávia EU Bratislava - OK HIT Nova Gorica - NUC Volleyball - Beşiktaş JK - Vasas SC |

### Sextondelsfinaler

#### Match 1
| 28 november 2018 Burhan Felek Spor Salonu, Istanbul Speltid 1h:38 - Åskådare 200           | Beşiktaş JK                 | 3 - 1 | Aydın BBSK                                   | 25-22, 25-19, 19-25, 25-13        |
| 28 november 2018 Mister V-Arena, Oostende Speltid 1h:09 - Åskådare 175                     | Hermes Volley Oostende      | 3 - 0 | Azərreyl QVK                                 | 25-20, 25-22, 25-14               |
| 29 november 2018 Kleisto Gymnastīrio DAPPOS, Santorini Speltid 1h:13 - Åskådare 600        | AO Thīras                   | 3 - 0 | VK Královo Pole                              | 25-21, 25-16, 25-18               |
| 28 november 2018 Kuusamon liikuntahalli, Kuusamo Speltid 1h:38 - Åskådare 477              | Kuusamon Pallo-Karhut       | 3 - 1 | Újpest TE                                    | 22-25, 26-24, 25-17, 25-21        |
| 29 november 2018 Športna dvorana, Nova Gorica Speltid 1h:10 - Åskådare 300                 | OK HIT Nova Gorica          | 3 - 0 | LP Kangasala                                 | 25-18, 25-22, 25-13               |
| 28 november 2018 Vasas Sportcsarnok, Budapest Speltid 1h:33 - Åskådare 300                 | Vasas SC                    | 3 - 1 | Timișoaras universitet                       | 25-14, 25-15, 22-25, 25-18        |
| 29 november 2018 Halle de Sports de la Riveraine, Neuchâtel Speltid 0h:57 - Åskådare 1 070 | NUC Volleyball              | 3 - 0 | VK Orbita-ZTMK-ZNU                           | 25-20, 25-17, 25-19               |
| 28 november 2018 Dom odbojke Bojan Stranić, Zagabria Speltid 1h:14 - Åskådare 450          | HAOK Mladost                | 0 - 3 | VC Kanti                                     | 16-25, 20-25, 21-25               |
| 28 november 2018 Bezirkssporthalle, Perg Speltid 1h:09 - Åskådare 426                      | SG Prinz Brunnenbau Volleys | 0 - 3 | Unione Sportiva Pro Victoria Pallavolo Monza | 19-25, 23-25, 20-25               |
| 28 november 2018 Pihtipudas-Sali, Pihtipudas Speltid 2h:04 - Åskådare 258                  | LiigaPloki Pihtipudas       | 2 - 3 | VDK Gent Dames                               | 19-25, 25-20, 24-26, 25-20, 12-15 |
| 28 november 2018 Športová hala Mladosť, Bratislava Speltid 1h:10 - Åskådare 300            | VK Slávia EU Bratislava     | 0 - 3 | OK Kamnik                                    | 16-25, 18-25, 16-25               |
| 29 november 2018 Pavilhão Lameiras, Vila Nova de Famalicão Speltid 1h:03 - Åskådare 500    | AVC Famalicão               | 0 - 3 | PTSV Aachen                                  | 17-25, 16-25, 16-25               |
| 29 november 2018 Hall Ivan Vazov, Stara Zagora Speltid 1h:21 - Åskådare 500                | VK Beroe                    | 3 - 0 | Aris Thessaloníki                            | 26-24, 25-23, 25-19               |
| 20 november 2018 Gymnase Maillan, Le Cannet Speltid 1h:07 - Åskådare 300                   | Volero Le Cannet            | 3 - 0 | Olympiakos SFP                               | 27-25, 25-17, 25-14               |
| 28 november 2018 Dvorana Kulturno-sportskog centra, Gacko Speltid 1h:10 - Åskådare 350     | ŽOK Gacko                   | 0 - 3 | Hapoel Kfar Saba                             | 19-25, 18-25, 23-25               |
| 27 november 2018 Sportovní hala Dukla Liberec, Liberec Speltid 1h:42 - Åskådare 210        | VK Dukla Liberec            | 3 - 1 | VK Proton                                    | 25-19, 25-16, 17-25, 30-28        |

#### Match 2
| 5 december 2018 Mimar Sinan Spor Salonu, Aydın Speltid 1h:42 - Åskådare 1 750            | Aydın BBSK                                   | 3 - 0 | Beşiktaş JK                 | 25-20, 25-20, 25-20 Golden set: 15-12        |
| 29 november 2018 Mister V-Arena, Oostende Speltid 0h:58 - Åskådare 195                   | Azərreyl QVK                                 | 0 - 3 | Hermes Volley Oostende      | 11-25, 16-25, 18-25                          |
| 4 december 2018 Městská Hala Vodova, Brno Speltid 1h:12 - Åskådare 600                   | VK Královo Pole                              | 0 - 3 | AO Thīras                   | 18-25, 19-25, 19-25                          |
| 5 december 2018 Egyetem Sportcsarnok, Budapest Speltid 1h:59 - Åskådare 420              | Újpest TE                                    | 3 - 1 | Kuusamon Pallo-Karhut       | 25-23, 25-20, 14-25, 25-18 Golden set: 13-15 |
| 5 december 2018 Pitkäjärven koulu, Kangasala Speltid 1h:09 - Åskådare 352                | LP Kangasala                                 | 0 - 3 | OK HIT Nova Gorica          | 17-25, 19-25, 16-25                          |
| 6 december 2018 Sala Sporturilor Constantin Jude, Timișoara Speltid 1h:12 - Åskådare 300 | Timișoaras universitet                       | 0 - 3 | Vasas SC                    | 17-25, 13-25, 25-27                          |
| 6 december 2018 Palac sportu Junist', Zaporižžja Speltid 1h:41 - Åskådare 700            | VK Orbita-ZTMK-ZNU                           | 2 - 3 | NUC Volleyball              | 26-24, 21-25, 25-22, 11-25, 11-15            |
| 5 december 2018 BBC Arena, Sciaffusa Speltid 1h:35 - Åskådare 850                        | VC Kanti                                     | 3 - 1 | HAOK Mladost                | 15-19, 23-25, 25-19, 25-21                   |
| 4 december 2018 Palazzetto dello Sport, Monza Speltid 1h:06 - Åskådare 759               | Unione Sportiva Pro Victoria Pallavolo Monza | 3 - 0 | SG Prinz Brunnenbau Volleys | 25-17, 25-14, 25-18                          |
| 5 december 2018 Edugo Topsporthal, Gand Speltid 1h:22 - Åskådare 650                     | VDK Gent Dames                               | 3 - 0 | LiigaPloki Pihtipudas       | 25-23, 25-20, 25-23                          |
| 5 december 2018 Športna dvorana, Kamnik Speltid 1h:42 - Åskådare 80                      | OK Kamnik                                    | 2 - 3 | VK Slávia EU Bratislava     | 25-15, 18-25, 25-18, 22-25, 10-15            |
| 5 december 2018 Sporthalle Neuköllner Straße, Aquisgrana Speltid 1h:59 - Åskådare 931    | PTSV Aachen                                  | 3 - 2 | AVC Famalicão               | 25-16, 23-25, 25-20, 18-25, 18-16            |
| 4 december 2018 Gimnastiriou Mikras, Kalamaria Speltid 1h:47 - Åskådare 250              | Aris Thessaloníki                            | 3 - 2 | VK Beroe                    | 22-25, 16-25, 25-16, 25-20, 15-13            |
| 27 november 2018 Melina Merkourī Hall, Rentis Speltid 1h:48 - Åskådare 414               | Olympiakos SFP                               | 3 - 1 | Volero Le Cannet            | 25-20, 16-25, 25-23, 25-21 Golden set: 10-15 |
| 5 december 2018 Green Hall, Kfar Saba Speltid 1h:04 - Åskådare 300                       | Hapoel Kfar Saba                             | 3 - 0 | ŽOK Gacko                   | 25-18, 25-13, 25-22                          |
| 5 december 2018 Sportivnyj Zal Zvezdny, Saratov Speltid 1h:39 - Åskådare 1 200           | VK Proton                                    | 3 - 2 | VK Dukla Liberec            | 18-25, 20-25, 25-18, 25-19, 15-10            |

#### Kvalificerade lag
| - Hermes Volley Oostende - VDK Gent Dames - VK Beroe - Kuusamon Pallo-Karhut - Volero Le Cannet - PTSV Aachen - AO Thīras - Hapoel Kfar Saba | - Unione Sportiva Pro Victoria Pallavolo Monza - VK Dukla Liberec - OK HIT Nova Gorica - OK Kamnik - VC Kanti - NUC Volleyball - Aydın BBSK - Vasas SC |

### Åttondelsfinaler

#### Match 1
| 19 december 2018 Mimar Sinan Spor Salonu, Aydın Speltid 1h:09 - Åskådare 1 580           | Aydın BBSK            | 3 - 0 | Hermes Volley Oostende                       | 25-18, 25-15, 27-25               |
| 19 december 2018 Kuusamon liikuntahalli, Kuusamo Speltid 1h:40 - Åskådare 511            | Kuusamon Pallo-Karhut | 1 - 3 | AO Thīras                                    | 23-25, 25-14, 21-25, 22-25        |
| 19 december 2018 Vasas Sportcsarnok, Budapest Speltid 1h:58 - Åskådare 200               | Vasas SC              | 3 - 2 | OK HIT Nova Gorica                           | 19-25, 25-21, 25-21, 19-25, 16-14 |
| 20 december 2018 Halle de Sports de la Riveraine, Neuchâtel Speltid 1h:50 - Åskådare 580 | NUC Volleyball        | 3 - 2 | VC Kanti                                     | 22-25, 18-25, 25-23, 25-23, 15-13 |
| 19 december 2018 Edugo Topsporthal, Gand Speltid 1h:14 - Åskådare 350                    | VDK Gent Dames        | 0 - 3 | Unione Sportiva Pro Victoria Pallavolo Monza | 15-25, 20-25, 23-25               |
| 18 december 2018 Športna dvorana, Kamnik Speltid 1h:29 - Åskådare 50                     | OK Kamnik             | 3 - 1 | PTSV Aachen                                  | 25-19, 25-16, 19-25, 25-14        |
| 20 december 2018 Hall Ivan Vazov, Stara Zagora Speltid 0h:53 - Åskådare 500              | VK Beroe              | 0 - 3 | Volero Le Cannet                             | 10-25, 11-25, 16-25               |
| 18 december 2018 Sportovní hala Dukla Liberec, Liberec Speltid 1h:25 - Åskådare 356      | VK Dukla Liberec      | 3 - 0 | Hapoel Kfar Saba                             | 32-30, 25-15, 25-13               |

#### Match 2
| 23 januari 2019 Mister V-Arena, Oostende Speltid 1h:53 - Åskådare 265                 | Hermes Volley Oostende                       | 2 - 3 | Aydın BBSK            | 25-22, 19-25, 18-25, 25-21, 12-15            |
| 22 januari 2019 Kleisto Gymnastīrio DAPPOS, Santorini Speltid 1h:49 - Åskådare 750    | AO Thīras                                    | 3 - 1 | Kuusamon Pallo-Karhut | 20-25, 25-17, 25-20, 25-15                   |
| 23 januari 2019 Športna dvorana, Nova Gorica Speltid 1h:35 - Åskådare 380             | OK HIT Nova Gorica                           | 3 - 1 | Vasas SC              | 25-14, 25-20, 20-25, 25-15                   |
| 23 januari 2019 BBC Arena, Sciaffusa Speltid 1h:28 - Åskådare 627                     | VC Kanti                                     | 3 - 1 | NUC Volleyball        | 25-17, 20-25, 25-20, 25-22                   |
| 23 januari 2019 Palazzetto dello Sport, Monza Speltid 1h:49 - Åskådare 496            | Unione Sportiva Pro Victoria Pallavolo Monza | 3 - 2 | VDK Gent Dames        | 25-19, 25-13, 24-26, 19-25, 15-7             |
| 23 januari 2019 Sporthalle Neuköllner Straße, Aquisgrana Speltid 1h:52 - Åskådare 610 | PTSV Aachen                                  | 3 - 2 | OK Kamnik             | 25-22, 27-25, 20-25, 24-26, 15-6             |
| 22 januari 2019 Gymnase Maillan, Le Cannet Speltid 1h:19 - Åskådare 102               | Volero Le Cannet                             | 3 - 1 | VK Beroe              | 25-15, 25-13, 23-25, 25-13                   |
| 23 januari 2019 Green Hall, Kfar Saba Speltid 1h:54 - Åskådare 350                    | Hapoel Kfar Saba                             | 3 - 1 | VK Dukla Liberec      | 18-25, 25-13, 25-22, 26-24 Golden set: 15-12 |

#### Kvalificerade lag
- Volero Le Cannet
- AO Thīras
- Hapoel Kfar Saba
- Unione Sportiva Pro Victoria Pallavolo Monza
- OK HIT Nova Gorica
- OK Kamnik
- VC Kanti
- Aydın BBSK

### Kvartsfinaler

#### Match 1
| 6 februari 2019 Kleisto Gymnastīrio DAPPOS, Santorini Speltid 1h:53 - Åskådare 800 | AO Thīras                                    | 2 - 3 | Aydın BBSK         | 16-25, 25-17, 15-25, 25-23, 10-15 |
| 7 februari 2019 BBC Arena, Sciaffusa Speltid 1h:34 - Åskådare 686                  | VC Kanti                                     | 1 - 3 | OK HIT Nova Gorica | 22-25, 20-25, 25-12, 19-25        |
| 5 februari 2019 Palazzetto dello Sport, Monza Speltid 1h:00 - Åskådare 903         | Unione Sportiva Pro Victoria Pallavolo Monza | 3 - 0 | OK Kamnik          | 25-19, 25-18, 25-7                |
| 6 februari 2019 Gymnase Maillan, Le Cannet Speltid 1h:14 - Åskådare 250            | Volero Le Cannet                             | 3 - 0 | Hapoel Kfar Saba   | 27-25, 25-13, 28-26               |

#### Match 2
| 13 februari 2019 Mimar Sinan Spor Salonu, Aydın Speltid 1h:11 - Åskådare 1 470 | Aydın BBSK         | 3 - 0 | AO Thīras                                    | 25-16, 25-15, 25-19        |
| 13 februari 2019 Športna dvorana, Nova Gorica Speltid 1h:08 - Åskådare 300     | OK HIT Nova Gorica | 3 - 0 | VC Kanti                                     | 25-18, 25-14, 25-20        |
| 13 februari 2019 Športna dvorana, Kamnik Speltid 1h:37 - Åskådare 100          | OK Kamnik          | 1 - 3 | Unione Sportiva Pro Victoria Pallavolo Monza | 14-25, 25-23, 23-25, 22-25 |
| 14 februari 2019 Green Hall, Kfar Saba Speltid 0h:58 - Åskådare 400            | Hapoel Kfar Saba   | 0 - 3 | Volero Le Cannet                             | 17-25, 7-25, 19-25         |

#### Kvalificerade lag
- Volero Le Cannet
- Unione Sportiva Pro Victoria Pallavolo Monza
- OK HIT Nova Gorica
- Aydın BBSK

### Semifinaler

#### Match 1
| 27 februari 2019 Športna dvorana, Nova Gorica Speltid 2h:05 - Åskådare 380 | OK HIT Nova Gorica | 2 - 3 | Aydın BBSK                                   | 25-19, 25-27, 23-25, 25-16, 8-15  |
| 27 februari 2019 Gymnase Maillan, Le Cannet Speltid 1h:57 - Åskådare 600   | Volero Le Cannet   | 2 - 3 | Unione Sportiva Pro Victoria Pallavolo Monza | 20-25, 25-22, 19-25, 25-23, 13-15 |

#### Match 2
| 6 mars 2019 Mimar Sinan Spor Salonu, Aydın Speltid 1h:42 - Åskådare 1 100 | Aydın BBSK                                   | 3 - 1 | OK HIT Nova Gorica | 25-14, 20-15, 25-22, 25-19                         |
| 6 mars 2019 Palazzetto dello Sport, Monza Speltid 2h:19 - Åskådare 768    | Unione Sportiva Pro Victoria Pallavolo Monza | 2 - 3 | Volero Le Cannet   | 25-16, 15-25, 21-25, 25-18, 13-15 Golden set: 15-9 |

#### Kvalificerade lag
- Unione Sportiva Pro Victoria Pallavolo Monza
- Aydın BBSK

### Final

#### Match 1
| 20 mars 2019 Mimar Sinan Spor Salonu, Aydın Speltid 1h:12 - Åskådare 1 750 | Aydın BBSK | 0 - 3 | Unione Sportiva Pro Victoria Pallavolo Monza | 15-25, 23-25, 17-25 |

#### Match 2
| 27 mars 2019 Palazzetto dello Sport, Monza Speltid 1h:37 - Åskådare 3 469 | Unione Sportiva Pro Victoria Pallavolo Monza | 3 - 1 | Aydın BBSK | 25-20, 17-25, 25-22, 25-15 |

#### Mästare
- Unione Sportiva Pro Victoria Pallavolo Monza

## Statistik
| Vunna poäng | Vunna poäng        | Vunna poäng | Vunna poäng                                  |
| Pos.        | Namn               | Poäng       | Lag                                          |
| ----------- | ------------------ | ----------- | -------------------------------------------- |
| 1           | Brayelin Martínez  | 196         | Aydın BBSK                                   |
| 2           | Lana Ščuka         | 156         | OK HIT Nova Gorica                           |
| 3           | Gaila González     | 136         | Aydın BBSK                                   |
| 4           | Evangelia Merteki  | 124         | AO Thīras                                    |
| 5           | Tina Lipicer       | 114         | OK HIT Nova Gorica                           |
| 6           | Serena Ortolani    | 113         | Unione Sportiva Pro Victoria Pallavolo Monza |
| 7           | Trine Kjelstrup    | 111         | Kuusamon Pallo-Karhut                        |
| 8           | Desislava Nikolova | 107         | Aydın BBSK                                   |
| 9           | Mária Kostelanská  | 105         | Vasas SC                                     |
| 10          | Jineiry Martínez   | 104         | Aydın BBSK                                   |

| Vunna attacker | Vunna attacker     | Vunna attacker | Vunna attacker                               |
| Pos.           | Namn               | Poäng          | Lag                                          |
| -------------- | ------------------ | -------------- | -------------------------------------------- |
| 1              | Brayelin Martínez  | 172            | Aydın BBSK                                   |
| 2              | Lana Ščuka         | 138            | OK HIT Nova Gorica                           |
| 3              | Gaila González     | 117            | Aydın BBSK                                   |
| 4              | Trine Kjelstrup    | 104            | Kuusamon Pallo-Karhut                        |
| 4              | Evangelia Merteki  | 104            | AO Thīras                                    |
| 6              | Tina Lipicer       | 100            | OK HIT Nova Gorica                           |
| 7              | Serena Ortolani    | 92             | Unione Sportiva Pro Victoria Pallavolo Monza |
| 8              | Desislava Nikolova | 91             | Aydın BBSK                                   |
| 9              | Mária Kostelanská  | 86             | Vasas SC                                     |
| 10             | Ana Bjelica        | 82             | Volero Le Cannet                             |

| Vunna block | Vunna block         | Vunna block | Vunna block                                  |
| Pos.        | Namn                | Poäng       | Lag                                          |
| ----------- | ------------------- | ----------- | -------------------------------------------- |
| 1           | Olena Hasanova      | 32          | Volero Le Cannet                             |
| 2           | Michaela Candráková | 31          | VK Dukla Liberec                             |
| 3           | Mirta Velikonja     | 29          | OK HIT Nova Gorica                           |
| 4           | Laura Melandri      | 26          | Unione Sportiva Pro Victoria Pallavolo Monza |
| 5           | Francesca Devetag   | 24          | Unione Sportiva Pro Victoria Pallavolo Monza |
| 6           | Angelina Lazarenko  | 22          | Volero Le Cannet                             |
| 7           | Serena Ortolani     | 21          | Unione Sportiva Pro Victoria Pallavolo Monza |
| 8           | Aysän Äbdüläzimova  | 20          | Vasas SC                                     |
| 8           | Jineiry Martínez    | 20          | Aydın BBSK                                   |
| 10          | Kateřina Holásková  | 19          | VC Kanti                                     |
| 10          | Marisa Field        | 19          | AO Thīras                                    |
| 10          | Tina Grudina        | 19          | OK HIT Nova Gorica                           |
| 10          | Brayelin Martínez   | 19          | Aydın BBSK                                   |

| Serveess | Serveess               | Serveess | Serveess                                     |
| Pos.     | Namn                   | Poäng    | Lag                                          |
| -------- | ---------------------- | -------- | -------------------------------------------- |
| 1        | Jineiry Martínez       | 25       | Aydın BBSK                                   |
| 2        | Jonna Wasserfaller     | 18       | Kuusamon Pallo-Karhut                        |
| 3        | Angeliki Emmanouilidou | 17       | AO Thīras                                    |
| 4        | Ana Takagui            | 16       | Vasas SC                                     |
| 4        | Hanna Orthmann         | 16       | Unione Sportiva Pro Victoria Pallavolo Monza |
| 6        | Aysän Äbdüläzimova     | 15       | Vasas SC                                     |
| 7        | Tiata Scambray         | 14       | NUC Volleyball                               |
| 7        | Lucia Mikšíková        | 14       | VK Dukla Liberec                             |
| 7        | Marika Bianchini       | 14       | Unione Sportiva Pro Victoria Pallavolo Monza |
| 10       | Geōrgia Lamprousī      | 13       | Olympiakos SFP                               |
| 10       | Duygu Düzceler         | 13       | Aydın BBSK                                   |